# Cartelle
Cartelle település Spanyolországban, Ourense tartományban. Cartelle Toén, Barbadás, A Merca, Celanova, Ramirás, Gomesende, A Arnoia és Castrelo de Miño községekkel határos. Lakosainak száma 2500 fő (2024).

## Népesség
A település népessége az elmúlt években az alábbi módon változott:
| Lakosok száma | 3857 | 3565 | 3487 | 3387 | 3163 | 2944 | 2683 | 2642 | 2578 | 2500 |
|               | 2001 | 2004 | 2007 | 2009 | 2012 | 2014 | 2017 | 2019 | 2022 | 2024 |